# 方縉
方縉（1480年—？），字時彥，江西廣信府貴溪縣人，民籍，明朝政治人物。

## 生平
江西鄉試第八名舉人。正德十六年（1521年）中式辛巳科會試第八十一名，登第二甲第二十一名進士。

## 家族
曾祖方克經；祖父方顒；父方惠，母母易氏；繼母陳氏。具庆下。